# Sågmyra
Sågmyra est une localité de Suède dans la commune de Falun située dans le comté de Dalécarlie.
Sa population était de 643 habitants en 2019.